# Mike Muir

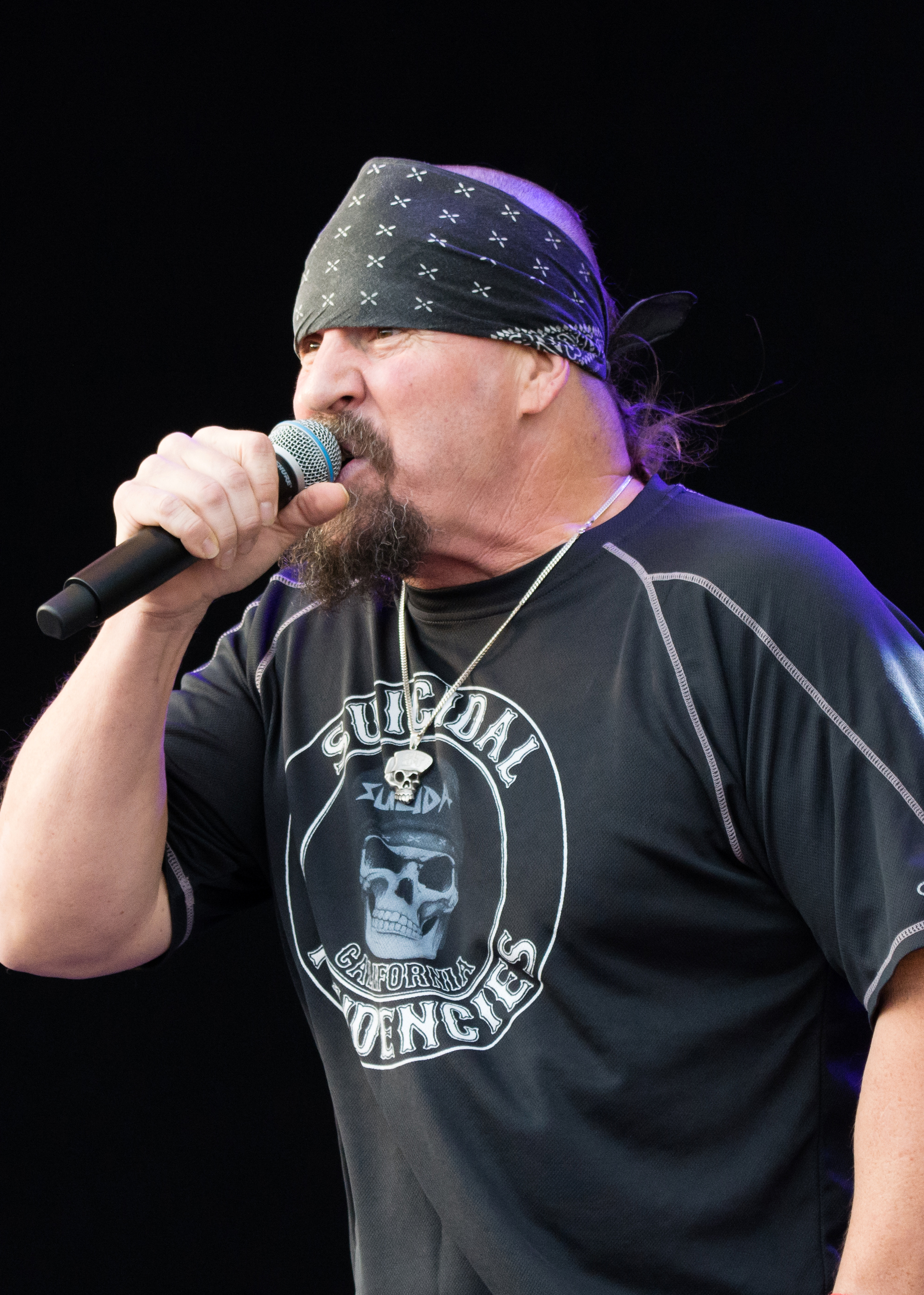
Mike Muir (2018)

Mike Muir (* 14. März 1963 in Venice, Kalifornien) ist ein US-amerikanischer Sänger. Hauptsächlich ist er in den Bands Suicidal Tendencies und Infectious Grooves aktiv.

## Werdegang und Stil
Mike Muir ist der jüngere Bruder des Skateboarders Jim Muir, der für das bekannte Team Z-Boys fuhr. Mike Muir besuchte in Santa Monica das College. Um 1982 gründete er die Band Suicidal Tendencies mit und wurde deren Sänger und Frontmann. Die Band trug zur Entstehung des Skatepunk bei und zog zunächst Publikum aus der lokalen Skaterszene an. Muir wurde durch sein Erscheinungsbild bekannt, zu dem ein blauer, tief ins Gesicht gezogener Bandana, Skaterbekleidung (etwa Trikot mit der Nummer 13 und oft dem Spitznamen „Cyco Miko“ darauf, wobei „Cyco“ eine Kurzform für „Psycho“ darstellt) und oft längere weiße Skatersocken gehören. Bekannt ist er auch für seinen meist recht hohen, für den Hardcore Punk bzw. Crossover außergewöhnlich klaren Gesangsstil. Während Live-Auftritten machte er oftmals längere Ansagen zwischen den Liedern, in denen er sich auch politisch äußerte. Er gilt etwa als Gegner des Parents Music Resource Center, das von Tipper Gore, der Frau des Demokraten Al Gore, mitgegründet wurde.
1992 beteiligte er sich bei einer „Rock-the-Vote“-Kampagne zur US-amerikanischen Präsidentschaftswahl, bei der die Menschen aufgefordert werden sollten, wählen zu gehen. Muir, der eingeladen worden war, sagte dort, er ginge nicht wählen und verärgerte somit die Initiatoren. Muir sagte, es sei wichtiger, das eigene Leben in den Griff zu bekommen. Diese Aussage – Eigenverantwortung bzw. die Kontrolle über das eigene Leben zu erlangen – findet sich auch oft in seinen Texten („So if your life sucks, you suck“, dt. „also, wenn Dein Leben scheiße ist, bist du scheiße“, aus: Gotta Kill Captain Stupid von The Art of Rebellion).

„Du musst an dich glauben, wissen, was du tust, warum du es tust – und es dann auch wirklich tun.“

Mike Muir verletzte sich 2003 auf der Resistance-Tour am Rücken, diese Verletzung führte in der Folge zu Komplikationen. Seit etwa 2007 waren Suicidal Tendencies und Infectious Grooves wieder häufiger live zu sehen, letztere auch auf Europa-Tour.

## Weitere Projekte
1987 war Muir für ein Album für die Band No Mercy tätig und produzierte eine Platte von Excel. Während seiner Zeit in der Band Suicidal Tendencies gründete er auch 1990 sein Funk-Metal-Nebenprojekt Infectious Grooves und veröffentlichte damit bis heute vier Alben. Nach der Auflösung von Suicidal Tendencies veröffentlichte er 1995 ein Album unter seinem Spitznamen Cyco Miko. 2001 erschien, obwohl Suicidal Tendencies seit 1997 wieder aktiv war, ein weiteres Cyco-Miko-Album. 2008 sang er auf When Angels & Serpents Dance von P.O.D.

## Auswahldiskografie
| Jahr | Albumname                                                           | Band                                                         | Label                 | Beitrag            |
| 1983 | Suicidal Tendencies                                                 | Suicidal Tendencies                                          | Frontier              | Gesang             |
| 1985 | Welcome to Venice                                                   | Various Artists                                              | Suicidal              | Gesang             |
| 1987 | Split Image                                                         | Excel                                                        | Suicidal/Caroline     | Executive Producer |
| 1987 | Widespread Bloodshed Love Runs Red                                  | No Mercy                                                     | Suicidal              | Gesang, Produzent  |
| 1987 | Join the Army                                                       | Suicidal Tendencies                                          | Caroline              | Gesang             |
| 1988 | How Will I Laugh Tomorrow When I Can’t Even Smile Today             | Suicidal Tendencies                                          | Epic                  | Gesang             |
| 1989 | Controlled by Hatred/Feel Like Shit...Déjà Vu                       | Suicidal Tendencies                                          | Epic                  | Gesang             |
| 1990 | Lights…Camera…Revolution!                                           | Suicidal Tendencies                                          | Epic                  | Gesang             |
| 1991 | The Plague That Makes Your Booty Move...It's the Infectious Grooves | Infectious Grooves                                           | Epic                  | Gesang             |
| 1992 | The Art of Rebellion                                                | Suicidal Tendencies                                          | Epic                  | Gesang             |
| 1992 | F.N.G.                                                              | Suicidal Tendencies                                          | Epic                  | Gesang             |
| 1993 | Sarsippius' Ark                                                     | Infectious Grooves                                           | Epic                  | Gesang             |
| 1993 | Still Cyco After All These Years                                    | Suicidal Tendencies                                          | Epic                  | Gesang             |
| 1994 | Groove Family Cyco                                                  | Infectious Grooves                                           | Epic                  | Gesang             |
| 1994 | Suicidal for Life                                                   | Suicidal Tendencies                                          | Epic                  | Gesang             |
| 1995 | Lost My Brain! (Once Again)                                         | Cyco Miko                                                    | Epic                  | Gesang             |
| 1997 | Friends & Family, Vol. 1                                            | Suicidal Tendencies                                          | Suicidal              | Gesang             |
| 1997 | Prime Cuts                                                          | Suicidal Tendencies                                          | Epic                  | Gesang             |
| 1998 | Six the Hard Way                                                    | Suicidal Tendencies                                          | Suicidal              | Gesang             |
| 1999 | Freedumb                                                            | Suicidal Tendencies                                          | Suicidal/SideOneDummy | Gesang             |
| 2000 | Mas Borracho                                                        | Infectious Grooves                                           | Suicidal              | Gesang             |
| 2000 | Free Your Soul and Save My Mind                                     | Suicidal Tendencies                                          | Suicidal              | Gesang             |
| 2001 | Schizophrenic Born Again Problem Child                              | Cyco Miko                                                    | Suicidal              | Gesang             |
| 2001 | Friends & Family, Vol. 2                                            | Suicidal Tendencies                                          | Suicidal              | Gesang             |
| 2008 | When Angels & Serpents Dance                                        | P.O.D.                                                       | Columbia              | Gesang             |
| 2008 | Year of the Cycos                                                   | Suicidal Tendencies, Infectious Grooves, Cyco Miko, No Mercy | Suicidal              | Gesang             |